# Onthophagus rufostillans
Onthophagus rufostillans là một loài bọ cánh cứng trong họ Bọ hung (Scarabaeidae).